# Hymenophyllum microchilum
Hymenophyllum microchilum là một loài dương xỉ trong họ Hymenophyllaceae. Loài này được Baker C. Chr. mô tả khoa học đầu tiên năm 1928.